# فهرست ریاضی‌دانان مسلمان
اندیشمندان مسلمان به ریاضیات و فروع آن، مانند حساب، هندسه، نجوم و موسیقی توجه ویژه داشتند و در این علوم بیش از همه از کتاب‌های اقلیدس و فیثاغورس سود بردند. همچنین از هندیان، ایرانیان، بابلیان و مصریان کسب دانش کردند و خود نیز مطالب مهم بر آنان افزودند. آنان در مباحث ویژگی‌های اعداد و شناخت مبحث تصاعد در حساب و قواعد جذرگیری و جمع مربعات اعداد و مکعبات، قواعدی کشف و براهینی اقامه کردند. در هندسه نیز ریاضیدانانی سرآمد شدند و علمای مغرب زمین این دانش را از آنان فرا گرفتند. نیز مسلمانان نخستین کسانی بودند که ارقام عربی را که امروز نیز به کار می‌رود را وارد اروپا کردند. این ارقام جانشین ارقام لاتینی شد. تا آن زمان به جای ارقام از حروف بزرگ استفاده می‌کردند. در اینجا به برخی از ریاضی‌دانان نامی جهان اسلام اشاره‌ای می‌کنیم.

### خوارزمی
محمدبن موسی خوارزمی (۲۲۰ یا ۲۳۰ م) در عصر مأمون علم جبر را پدید آورد. کتاب او به نام الجبر و المقاله سال‌ها مرجع دانشمندان شرق و غرب بود. او واضع روشی است که امروزه در حل معادلات درجه دوم به کار می‌رود. خوارزمی نخستین کسی است که واژه الجبر را به کار برده‌است. فرنگیان نیز این واژه را از او گرفتند و تا امروز نیز به کار می‌برند.
خوارزمی در همه علوم، به ویژه نجوم و ریاضیات سرآمد زمانه خود شد. او جبر را از حساب جدا کرد و از راه‌های هندسی ابتکاری خود استفاده کرد. وی در حساب، کتابی تألیف کرد که از حیث ترتیب و تبویب بی‌سابقه بود. این کتاب را اولارد بائی با عنوان الگوریتمی به لاتین ترجمه کرد و علم حساب تا چند سده در اروپا بدین نام معروف بود. واژه لگاریتم به معنای علم نسبت‌های عددی از همین واژه گرفته شده‌است.

### ابن سینا
ابن سینا فصلی از کتاب شفا را به ریاضیات اختصاص داد. وی امتحان نُه نُه را هوشمندانه اختراع کرد. این امتحان در آثار پیشینیان به صورت صریح دیده نمی‌شود. ابن سینا از آن برای تحقیق در صحت مجذور (= توان دو) یا مکعب (= توان سه) عدد استفاده کرده‌است.

### غیاث الدین جمشید کاشانی
غیاث الدین جمشید کاشانی (۸۳۲ یا ۸۴۰م) از مردم کاشان بود و در آغاز عمر ذوقی وافر و استعدادی خارق‌العاده در آموختن ریاضی داشت و از تعقیب دانش پزشکی، که پیشینه خاندانی او بود، چشم پوشید. او پزشک و منجم الغ بیک در سمرقند و استاد هوشمند در ریاضیات و مبتکر فرمول‌هایی در ریاضی و نجوم، و صاحب زیج مشهور خاقانی است. از میان تصانیف بسیار او باید از مفاتیح الحساب، زیج تسهیلات، سلّم السماء (نردبان آسمان)، رساله محیطیه (نسبت محیط دایره به قطر آن) و رساله وتر و جیب (وتر و سینوس) نام برد.

### عمر خیام نیشابوری
عمر خیام نیشابوری (۵۱۷ق) حکیم، شاعر بزرگ و از مشاهیر حکما، ستاره‌شناسان و پزشکان و ریاضی‌دانان بود. هم‌روزگاران وی او را در حکمت تالی بوعلی سینا شمرده‌اند و در احکام نجوم قول او را قطعی می‌دانستند و در کارهای بزرگ علمی از قبیل ترتیب رصد، اصلاح تقویم و نظایر آن‌ها بدو رجوع می‌کردند. برخی آثار او عبارتند از: ۱)ترجمه الخطبة الغراء از ابن سینا؛ ۲) رساله‌ای در مسئله جبری به وسیله قطوع مخروطی؛ ۳) رساله جبر و مقابله، که مهم‌ترین کتاب ریاضی خیام است؛ ۴) رساله‌ای در شرح مصادرات کتاب اقلیدس؛ ۵) رساله‌ای در کلیات وجود.

### خواجه نصیر طوسی
خواجه نصیرالدین طوسی (۵۷۹–۶۵۳ ه) (۱۲۰۱–۱۲۷۴ م) همه‌چیزدان علّامه، فیلسوف، متکلم، فقیه، ستاره‌شناس، اندیشمند، ریاضی‌دان، پزشک، معمار و عارف ایرانی است. کنیه‌اش «ابوجعفر» و به القابی چون «نصیرالدین»، «محقق طوسی»، «استاد البشر» و «خواجه» شهرت دارد. وی جداول بسیار دقیق از حرکت سیاره‌ای ایجاد کرد، که یک مدل سیاره‌ای به روز شده و انتقاداتی از نجوم بطلمیوسی بود. و همچنین رصدخانه مراغه را ساخت. مثلثات را به عنوان یک شاخه ریاضی به عنوان یک علم مطرح کرد. شواهدی وجود دارد که نشان می‌دهد او بر نظریه خورشید مرکزی کوپرنیگ تأثیر داشته‌است. همچنین جفت طوسی یک سازوکار ریاضی است که وی آن را کشف کرد و به عنوان بخشی از نظریه سیّارات خویش به کار برد. با تبدیل دوایر طوسی به چرخ‌دنده می‌توان حرکت خطی و دورانی را به هم تبدیل کرد و این به‌تازگی در ساخت موتورهایی بدون میل‌لنگ استفاده شده‌است.

## هندسه
دانشمندان مسلمان هندسه را پرورش و گسترش دادند و چندین اثر بزرگ یونانی همچون اقلیدس و المجسطی بطلمیوس را به اروپای قرون وسطی معرفی کردند و بخشی از یک اثر ریاضی درجه اول یعنی کتاب‌های آپولونیوس را برای اروپای دوران رنسانس محفوظ نگاه داشتند. افزون بر این، علم مثلثات جدید به دست آنان پایه‌گذاری شد.

### بنوموسی خوارزمی
بنو موسی سه برادر به نام‌های محمد، احمد و حسن، پسران موسی بن شاگر بودند. این سه برادر، از برجسته‌ترین دانشمندان و هندسه‌دانان ایرانی سده سوم هجری برخاسته از خوارزم‌اند. مشهورترین آنان محمد (ابوجعفر) بود که در هندسه و نجوم مقالی عالی داشت. احمد در مکانیک تخصص داشت و کسی با او برابر نبود، و حسن در هندسه تخصص پیدا کرد. وی از استعدادی شگفت‌انگیز و حافظه‌ای فوق‌العاده و نیروی استدلالی عالی برخوردار بود و در اصول اقلیدس مهارت داشت. به پسران موسی آثاری دربارهٔ ترازو، مکانیک، مخروطات، اندازه‌گیری کره، تثلیث زاویه و چیزهای دیگر نسبت داده‌اند؛ مثلاً کتاب الحیل از مهم‌ترین آثار بنوموسی است که خوشبختانه باقی مانده‌است. علم الحیل را برابر دسته‌بندی‌های امروزیِ علم می‌توان جزو مهندسی مکانیک به‌شمار آورد که از ابزارها و دستگاه‌های مکانیکی و هیدرولیکی بحث می‌کند. این کتاب نخستین اثر مدون ناخته شده‌ای است که در این زمینه در جهان اسلام باقی مانده‌است. در این کتاب یک‌صد دستگاه شرح داده شده که اغلب به صورت خودکار و با استفاده از خواص مکانیکی سیالات عمل می‌کنند.

### کمال الدین بن یونس
کمال الدین بن یونس (زاده ۵۵۱/۱۱۵۶) در موصل به دنیا آمد. نخست نزد پدرش دانش آموخت و سپس به نظامیه بغداد رفت و از بزرگ‌ترین هندسه‌دانان زمان خود شد. وی در فلسفه و طب نیز چیره‌دست بود. به گفته ابن ابی اصیبعه پادشاه فرنگ چند مسئله مشکل در نجوم، هندسه، ریاضیات، پزشکی و فلسفه را با پیکی به دربار بدرالدین لؤلؤ فرستاد. دانشمندان از پاسخ آن درماندند و سرانجام آن مسائل را نزد ابن یونس به موصل فرستادند و او به حل آن‌ها موفق شد.

### بتّانی ابوعبدالله محمدبن جابربن سنان
بتّانی ابوعبدالله محمدبن جابربن سنان ستاره‌شناس و ریاضی‌دان برجسته دوره اسلامی، پیش از سال ۲۴۴ در حرّان به دنیا آمد و بیشتر عمرش را در رقّه و بر کناره رود فرات گذراند و همان‌جا به رصد پرداخت. دستاوردهای نجومی، ریاضی و هندسی بتّانی بسیار مهم است. یکی از دستاوردهای هندسی او در مثلثات است.

### ابوالوفاء بوزجانی
محمدبن محمد ملقب به ابوالوفاء بوزجانی (۳۲۸–۳۸۸) از مشهورترین دانشمندان مسلمان ایرانی، ریاضی‌دان و ستاره‌شناس سده چهارم و منشأ نوآوری‌ها و پژوهش‌های پرشماری به ویژه در هندسه و ریاضیات و نجوم بوده‌است.

### خواجه نصیرالدین طوسی
نصیرالدین محمد طوسی (۵۹۷–۶۷۲) فیلسوف، متکلم، ریاضی‌دان، ستاره‌شناس، سیاستمدار و هندسه‌دان و از صاحبان ابتکار در نجوم و هندسه است. وی مثلثات مسطح و به ویژه مثلثات کروی را با هوشمندی تمام در کتاب الشکل القطاع کانون بحث قرار داده‌است.